# Деспина Каневчева
Деспина Евтимова Каневчева, по мъж Костова, е българска просветна и революционна деятелка от Македония.

## Биография
Деспина Каневчева е родена в град Охрид, тогава в Османската империя, в семейството на Евтим и Анастасия Каневчеви. Нейни братя са Иван, Анастас, Климент и Александър. Завършва българската девическа гимназия в Солун и преподава в българското девическо класно училище в Сяр.
Омъжва се за Антон Костов, български учител и революционер. Велко Думев пише за нея: „една от малкото и рядко предана на организацията работнички, която като жена можеше и беше използвана при най-деликатните, при най-рискованите случаи“.